# Inah de Carvalho
Inah de Carvalho (São Paulo, 20 de agosto de 1954 — São Paulo, 22 de outubro de 2019) foi uma atriz brasileira de teatro, cinema e televisão. 

## Biografia
Referência do teatro, venceu em 2019 o Prêmio Bibi Ferreira como melhor atriz coadjuvante, na sua participação em Billy Elliot - The Musical. Dentre seus inúmeros trabalhos, podemos citar "A Vida é Uma Comédia" de 2006, "Herótica" de 2008 e como atriz convidada em "O nome dela é Valdemar", peça de Aziz Bajur, com direção de Eduardo Moreno de 2017. Na televisão ganhou notoriedade interpretando Dona Dalva, mãe de Duca (Arthur Aguiar) em Malhação Sonhos, de 2014. No cinema, protagonizou "Irene" de 2011 e participou de "Entrando Numa Roubada" de 2015 e "O Amor Dá Trabalho" de 2019.
Faleceu em 2019, em decorrência de uma doença pulmonar grave.

## Trabalhos no cinema
- 2011 - Irene
- 2015 - Entrando Numa Roubada
- 2019 - O Amor Dá Trabalho
- 2019 - O Homem Cordial

## Trabalhos na televisão
- 2011 - Macho Man
- 2013 - A Mulher do Prefeito
- 2014 - Malhação Sonhos
- 2015 - Totalmente Demais
- 2018 - Rua Augusta

## Trabalhos no teatro
- 2006 - A Vida é Uma Comédia
- 2008 - Herótica
- 2016 - De Um Dia De Pierrot ao Curto-circuito
- 2017 - O nome dela é Valdemar
- 2019 - Billy Eliot - O Musical
- 2019 - Quatro Atrizes e Um Personagem (Leitura)